# Bror Blume
Bror Emil Blume-Jensen (Copenaghen, 22 gennaio 1992) è un calciatore danese, centrocampista del WSG Swarovski Tirol.

## Carriera
Ha giocato nella prima divisione danese ed in quella austriaca.